# 盂唇
盂唇（glenoid labrum）或肩盂唇，亦作盂韌帶（glenoid ligament），位於手臂骨與肩胛骨之間的肩關節，是一個附著在肩胛骨盂腔（glenoid cavity，俗称“关节盂”）周圍的纖維軟骨組織，約3-4毫米寬。
盂窩（glenoid fossa）或肩盂窝，是肩胛骨外侧角上椭圆形关节面，其与肱骨头构成肩关节。盂窩上下方各有一粗糙隆起，分别称为盂上结节和盂下结节。由于下颌窝（mandibular fossa）有些文献也称“glenoid fossa”，因此，术语 glenoid fossa 有时被广义称为“关节窝”。
术语 glenoid 是“盂样的、浅窝的”的意思，源自古希腊语 γλήνη（glḗnē，socket）；labrum“唇”的意思，源自拉丁语 labrum 或 labium。 

## 解剖
盂唇的橫切面呈三角形，其底部固定於關節腔，而其自由面薄且尖。
盂唇與肱二頭肌頂端的長肌腱連在一起，其纖維組織使兩個纖維束得以融合在一起。 

## 功用
肩關節被歸類為球窩關節，但實際上肩盂窩（又名肩臼窩或肩胛骨關節窩）很淺和細小，那是因為它其實是由一條大約在我們一歲時出現的肩胛骨喙突與肩胛骨在我們約17歲時癒合形成。因此，肩胛窩只能把肱骨的關節球的三分一覆蓋，其餘部份由盂唇覆蓋着，以穩定肩膀。
盂唇令關節腔加深之餘，亦保護了肩胛骨的邊緣。

## 參看
- Bankart損傷
- Hill-Sachs病變
- 肩關節脫位
- 髖關節盂唇撕裂
- 盂唇损伤（SLAP）
- 肩胛骨喙突

## 外部連結
- eMedicine Dictionary上的glenoid+labrum

本條目包含來自屬於公共領域版本的《格雷氏解剖學》之內容，而其中有些資訊可能已經過時。